# Michael Thomas
Michael Lauriston Thomas, född 24 augusti 1967 i London, engelsk fotbollsspelare.
Thomas spelade i början av karriären högerback, men blev så småningom mittfältare. Han inledde karriären i Arsenal, där han gjorde A-lagsdebut som 19-åring i semifinalen i Ligacupen mot Tottenham Hotspur den 8 februari 1987. Han kom in som avbytare, men Arsenal förlorade med 1–0. Man vann dock returmatchen och tog sig till final mot Liverpool. Återigen fick Thomas komma in som avbytare, men den här gången vann Arsenal med 2–1 och tog sin första titel på åtta år.
Säsongen 1987/88 tog Thomas en ordinarie plats i laget och gjorde nio mål på 37 ligamatcher. Året efter gjorde han det avgörande målet när Arsenal vann ligan för första gången på 18 år. Den 26 maj 1989 möttes Arsenal och Liverpool i säsongens sista match på Anfield. Arsenal behövde vinna med två måls marginal för att säkra titeln, och i slutsekunderna av matchen slog Lee Dixon en långboll till Alan Smith, som i sin tur skarvade vidare bollen till Thomas. Thomas kom fri med Liverpoolmålvakten Bruce Grobbelaar och gjorde det avgörande 2–0-målet.
Det blev ytterligare en ligatitel 1991, men efter 208 matcher och 30 mål värvades han hösten 1991 av Liverpool för två miljoner pund. Karriären i Liverpool började bra för Thomas. Han gjorde bland annat mål mot Aston Villa, vilket tog laget till semifinal i FA-cupen. I finalen mot Sunderland på Wembley Stadium 1992 gjorde han matchens första mål med ett volleyskott. Liverpool vann till slut med 2–0.
I en FA-cupmatch mot Bolton Wanderers 1993 slet Thomas av hälsenan och blev borta från fotbollen i sex månader.
Thomas spelade 161 matcher och gjorde 12 mål för Liverpool. 1997 flyttade han till portugisiska Benfica, där han kom att spela under förre Liverpooltränaren Graeme Souness. Thomas spelade senare även i Wimbledon.
Michael Thomas spelade två landskamper för England, mot Saudiarabien i november 1988 och mot Jugoslavien i december 1989.